# Prozessportal
Ein Prozessportal ermöglicht den Zugriff auf Geschäftsprozesse einschließlich aller dazu notwendigen Informationen in einer Web-Applikation und kann Teil eines Unternehmensportals sein.
Ein Prozessportal wird häufig mit einem Unternehmensportal gleichgesetzt oder verwechselt. In einem Unternehmensportal werden diverse Services und Anwendungen zur Verfügung gestellt. Das Prozessportal hingegen ist für die Ausführung von Unternehmensprozessen (Arbeitsprozess, Beschaffungsprozess, Produktionsprozess, Führungsprozess, Managementprozess, Vertriebsprozess) zuständig und ist damit ein Teil eines Unternehmensportals. Es nutzt die zur Verfügung stehenden Anwendungen und Services im Kontext eines definierten und workflowgestützten Unternehmensprozesses. Das Prozessportal wird üblicherweise in den Bereichen von Service- und Verwaltungsprozessen benutzt und kann zur Vernetzung mit Kunden und Lieferanten eingesetzt werden.
In einem Prozessportal werden Prozesse nicht nur dokumentiert, sondern – wie der vorherige Absatz vermuten lässt – automatisiert. Im Gegensatz zu den häufig anzutreffenden digitalen Organisationshandbüchern werden hier die Prozesse tatsächlich ausgeführt – immer mit der richtigen Information zur richtigen Zeit am richtigen Platz.
In Zusammenhang mit der übergeordneten Softwaregattung der Business Process Management Suites (BPMS) sind Prozessportale eine Komponente des Prozesslebenszyklus. Dieser besteht aus der Modellierung der Prozesse mit einem Modellierungswerkzeug, der Ausführung der Prozesse in einem Prozessportal und dem Beobachten und Steuern der Prozesse anhand von Kennzahlen in einem Management Cockpit. Mit den gewonnenen Erkenntnissen aus diesen Kennzahlen kann das Prozessmodell dann optimiert werden usw. Mit Hilfe eines Prozessportals kann der Weg von einem funktional getriebenen hin zu einem prozessorientiert arbeitenden Unternehmen Stück für Stück umgesetzt werden. Prozessportale können sehr flexibel und dynamisch um Funktionalitäten und Prozesse ergänzt werden. Dieses ermöglicht einen sanften Übergang in diesem aus Organisationssicht sensiblen Umfeld.